# Neckermann
Neckermann Versand AG was een van oorsprong Duits postorderbedrijf dat producten aanbiedt door middel van een catalogus en een website. Ze opereerde in meer dan tien landen in Europa. In Nederland en België heeft Neckermann drie vestigingen: Sint Jansteen (hoofdgebouw), Terneuzen in Nederland en Temse in België. Zowel neckermann.com België als neckermann.com Nederland wordt vanuit Sint Jansteen bestuurd. Er werken circa 750 mensen voor neckermann.com. De catalogus van neckermann.com omvat 1100 bladzijden in een oplage van 1,38 miljoen exemplaren. Neckermann heeft een assortiment van 80.000 artikelen in diverse categorieën.
In juli 2012 vroeg de Duitse tak van het bedrijf uitstel van betaling aan. Er werden nog gesprekken gevoerd met potentiële investeerders voor een doorstart, maar eind september 2012 ging Neckermann Duitsland failliet. De Nederlandse en Belgische tak ging in juni 2014 failliet. Bij Neckermann Nederland was vanaf 2012 het aantal arbeidsplaatsen al teruggebracht van 500 naar 200.

## Geschiedenis Neckermann Benelux
In 1938 werd de Textielcentrale Hulst opgericht in Hulst, Zeeuws-Vlaanderen. In 1967 ging Neckermann met de Textielcentrale samenwerken. Deze samenwerking verliep prima, totdat het financieel slechter ging en Neckermann op 16 augustus 1968 de Textielcentrale overnam. Dit bedrijf werd Neckermann Nederland NV genoemd. In 1968 werd bovendien de eerste catalogus gemaakt en uitgegeven in een oplage van 175.000 stuks, de catalogus was 164 pagina’s dik.
Neckermann heeft door de tijd verschillende locaties gehad. In 1973 werd uitgebreid met een magazijn van 5.000 m² in Sint Jansteen. Drie jaar later, op 10 februari 1976 werd het kantoorgebouw aan de Verrekijker in Sint Jansteen geopend door Joseph Neckermann. Op 16 maart 1979 opende Neckermann een vestiging in België. Vervolgens werd in 1997 een nieuw expeditiecentrum in gebruik genomen alsook een nieuw magazijn voor alle artikelen "met een snoer". Het had een vloeroppervlak van 27.000 m² en in het hoge gedeelte een hoogte van 12 meter.
In 2013 kocht investeringsbedrijf Axivate Capital alle aandelen van Neckermann. In 2015 nam Readen Holding Corporation alle aandelen van Neckermann.com over. Axivate Capital kreeg in ruil daarvoor 22,75 procent van de aandelen in Readen Retail.

### Belangrijke jaartallen
- 1968: oprichting Neckermann Postorders N.V en uitgave eerste Nederlandse catalogus met 164 pagina’s en een oplage van 175.000 exemplaren
- 1970: oprichting dochteronderneming Neckermann Reizen Nederland
- 1973: aankoop stuk grond aan de Verrekijker in Sint Jansteen
- 1975: Neckermann betrekt nieuw gebouw aan de Verrekijker te Sint Jansteen
- 1976: officiële opening nieuw gebouw op 10 februari
- 1977: oprichting eigen inkoopdivisie door Neckermann Nederland
- 1978: aanbouw nieuwe magazijnruimte Neckermann Nederland te Sint Jansteen
- 1979: oprichting Neckermann Postorders N.V. in België
- 1983: oprichting hoofdkantoor voor Nederland, België en Frankrijk in Sint Jansteen en overname Neckermann S.á.R.L Frankrijk door hoofdkantoor
- 1987: nieuw kantoorpand aan de Verrekijker te Sint Jansteen wordt in gebruik genomen en oprichting Nebus, een zelfstandige dochter van Neckermann met business-to-business activiteiten
- 1988: opening Neckermann Stuntmarkt in Hulst en ingebruikname magazijnruimte in Vogelwaarde
- 1990: ingebruikname 6.600 m² magazijnruimte in Sas van Gent
- 1991: introductie van de slogan: "De Dikste Winkel van Nederland"
- 1992: hoofdkantoor en Neckermann Nederland worden twee aparte BV’s
- 1993: uitbreiding magazijnruimte in Vogelwaarde en verbouwing magazijnruimte in Sint Jansteen. Uitgave herfst/winter catalogus met 932 pagina’s en een oplage van meer dan 1 miljoen.
- 1994: opening nieuw kantoorpand Terneuzen door Neckermann Nederland
- 1996: opening Expeditiecentrum in Sint Jansteen van 27.000 m² en introductie van de 24 uurs service
- 1998: introductie NEX Spaarpuntensysteem in Nederland
- 2000: opening Magazijn in Meer (België) van 20.000 m²
- 2002: introductie Neckermann Nederland op internet www.neckermann.com
- 2003: sluiting Magazijn in Meer (België) en introductie van Quelle op de Nederlandse markt
- 2004: naamswijziging van Neckermann naar Neckermann Shopping
- 2006: naamswijziging naar 'neckermann.com'
- 2007: opening van kantoortuin "Het Hart" in Sint Jansteen. Neckermann wordt overgenomen door het Amerikaanse investeringsbedrijf Sun Capital Partners.
- 2008: 40-jarig jubileum van Neckermann
- 2012: aankondiging dat het bedrijf zich 100% profileert als e-commerce met uitsluitend verkoop via internet, daardoor verdwijnen bijna 1.250 banen in Duitsland en 150 banen in de Benelux.
- 2013: Andreas Ezinga van Axivate Capital kondigt de totale overname van Neckermann aan. Vanaf dat moment wordt er een core online beleid gevoerd met de nadruk op online marketing.
- 2014: Neckermann failliet verklaard.[6]
- 2016: Readen Holding Corp koopt een meerderheid van Neckermann.
- 2016: Neckermann kondigt aan winkels te openen in Nederland en België.
- 2016 (december): Winkels Neckermann failliet, online tak verwijdert social-mediakanalen.
- 2020: Webshop Neckermann.com failliet.[7]